# Byliniarnia

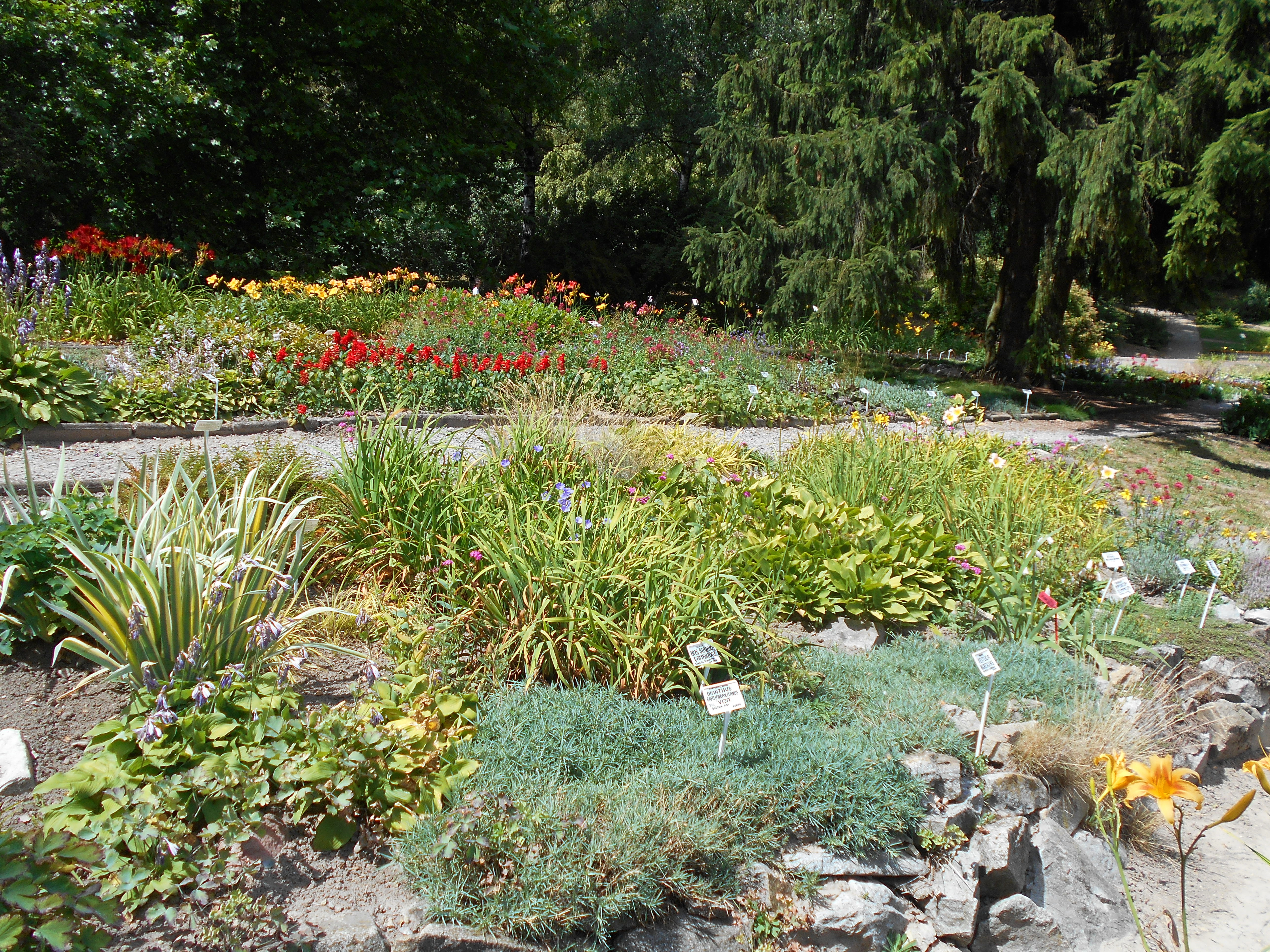
Fragment kolekcji bylin Ogrodu Botanicznego UMCS w Lublinie

Byliniarnia, ogród bylinowy – ogród obsadzony głównie lub wyłącznie roślinami trwałymi — bylinami. Pełnić może funkcję dydaktyczną, pokazową lub porównawczą (np. byliniarnia w Ogrodzie Botanicznym UW w Warszawie), ewentualnie, jeśli obsadzony jest bylinami ozdobnymi – pełnić może funkcję ozdobną. Popularną, mniejszą formą nasadzeń ozdobnych bylin są rabaty bylinowe, urządzane jako część ogrodu. Ze względu na długotrwały wzrost roślin w ogrodzie czy na rabacie bylinowej, gleba wymaga uprzedniego starannego przygotowania – odchwaszczenia, rozluźnienia i zasilenia.